# Miroslav Jambor
Miroslav Jambor (8 de marzo de 1979) es un deportista eslovaco que compitió en ciclismo adaptado en pista, tenis de mesa adaptado y biatlón adaptado. Ganó tres medallas en los Juegos Paralímpicos de Verano en los años 1996 y 2008, y una medalla en los Juegos Paralímpicos de Invierno de 1998.

## Palmarés internacional
| Juegos Paralímpicos | Juegos Paralímpicos | Juegos Paralímpicos | Juegos Paralímpicos                  |
| Año                 | Lugar               | Medalla             | Prueba                               |
| ------------------- | ------------------- | ------------------- | ------------------------------------ |
| 1996                | Atlanta (EE. UU.)   | Medalla de plata    | 200 m velocidad tándem clase abierta |

| Juegos Paralímpicos | Juegos Paralímpicos | Juegos Paralímpicos | Juegos Paralímpicos |
| Año                 | Lugar               | Medalla             | Prueba              |
| ------------------- | ------------------- | ------------------- | ------------------- |
| 2008                | Pekín (China)       | Medalla de plata    | Equipo 6-8          |
| 2008                | Pekín (China)       | Medalla de bronce   | Individual 8        |

| Juegos Paralímpicos | Juegos Paralímpicos | Juegos Paralímpicos | Juegos Paralímpicos |
| Año                 | Lugar               | Medalla             | Prueba              |
| ------------------- | ------------------- | ------------------- | ------------------- |
| 1998                | Nagano (Japón)      | Medalla de plata    | 7,5 km B3           |